# TP (기업)
TP는 대한민국의  해외 의류업체OEM(주문자상표부탁생산) 기업이다. 본사는 서울시 구로구 디지털로31길 12 (구로동)에 위치해 있으며 대표이사는 임석원이다.

태평양물산에서 현재의 사명으로 변경하였다.

## 같이 보기
- 노브랜드 (기업)
- 에프앤에프

## 참고문헌
1. ↑  서재원, 태평양물산, 매출 반등 미국에 달렸다, 딜사이트, 2023-11-09
2. ↑  TP, 2분기 매출 10.2%↑, 영업이익 21.9%↑ “라이징스타, 첫 투자적격등급 획득” 서울신문 2025-08-14
3. ↑  임석원 태평양물산 대표이사 사장, 비즈니스포스트, 2023-10-13
4. ↑  [깨진 링크(과거 내용 찾기)]